# Bay Yanliş
Bay Yanliş – turecki serial z gatunku komedii romantycznej, w którym w głównych rolach grają Özge Gürel i Can Yaman. Miał swoją premierę 26 czerwca 2020 na tureckim kanale FOX.

## Fabuła
Ozgur prowadzi bogate życie i nie wierzy w miłość. Natomiast Ezgi nie ma szczęścia w miłości, ale postanawia znaleźć odpowiedniego partnera za wszelką cenę i wyjść za mąż. Ozgur widząc, jak nieporadna jest Ezgi postanawia jej pomóc i zostaje jej nauczycielem podrywu. Wkrótce ta dwójka staje się sąsiadami i okazuje się, że miłość czeka na nich tam, gdzie się jej nie spodziewali.

## Obsada[3]
- Özge Gürel
- Can Yaman
- Gürgen Öz
- Fatma Toptaş
- Suat Sungur
- Lale Başar
- Serkay Tütüncü
- Cemre Gümeli
- Kimya Gökçe Aytaç
- Taygun Sungar
- Sarp Can Köroglu
- Anıl Çelik
- Feri Baycu Güler
- Ece İrtem